# Альфред Шлемм
Альфред Шлемм (нім. Alfred Schlemm; нар. 8 грудня 1894, Рудольштадт, Шварцбург-Рудольштадт — пом. 24 січня 1986, Альтен (Лерте), Нижня Саксонія) — німецький воєначальник, генерал парашутних військ повітрянодесантних військ Третього Рейху в роки Другої світової війни 1939—1945 рр., кавалер Лицарського хреста Залізного хреста.

## Біографія
Альфред Шлемм народився 8 грудня 1894 року у містечку Рудольштадт у князівстві Шварцбург-Рудольштадт Німецької імперії.
Військова кар'єра
- 8 березня 1913 — фанен-юнкер
- 20 жовтня 1913 — фенріх
- 19 червня 1914 — лейтенант
- 16 вересня 1917 — оберлейтенант
- 1 червня 1925 — гауптман
- 1 червня 1934 — майор
- 1 вересня 1935 — оберстлейтенант
- 1 лютого 1938 — оберст
- 1 червня 1940 — генерал-майор
- 1 червня 1942 — генерал-лейтенант
- 15 березня 1943 — генерал авіації
- 4 листопада 1944 — генерал парашутних військ

8 березня 1913 р. поступив фанен-юнкером на військову службу до 2-го Познанського полку польової артилерії німецької імперської армії, що дислокувався у Ліссі, звідкіля направлений на навчання до військового училища у Данцигу. У жовтні 1913 року він успішно закінчив офіцерські курси підготовки й повернувся для проходження подальшої служби до рідного полку. 19 червня 1914 отримав перше офіцерське звання лейтенант.
За час Першої світової війни брав активну участь у бойових діях на посадах командира артилерійського взводу, начальника артилерійсько-технічної частини полку, командира артбатареї, полкового ад'ютанта. Бився на Східному та Західному фронтах світової війни. Після капітуляції Німеччини нетривалий час перебував на посаді у 5-й бригаді Рейхсверу, а після скорочення збройних сил Німеччини до 100 000 осіб, був переведений до 3-го Прусського артилерійського полку.
У міжвоєнні роки, Шлемм служив на різних штабних, навчальних та викладацьких посадах Рейхсверу в основному в артилерійських формуваннях. У жовтні 1937 отримав призначення до рейхсміністерства авіації. У лютому 1938 року він був переведений з армії до Люфтваффе й обійняв посаду у Генеральному штабі ВПС нацистської Німеччини з одночасним присвоєнням військового звання оберст. У червні 1938 року його призначили начальником штабу зони ППО «Захід».
У жовтні 1939 А. Шлемм призначений начальником штабу 11-ї повітряної зони ППО (нім. Luftgau XI) під командуванням генерал-лейтенанта Людвіга Вольфа, а в грудні 1940 його перепризначають на посаду начальника штабу 11-го повітряного корпусу під командуванням генерала авіації Курта Штудента. Як начальник штабу він займався безпосередньою розробкою плану повітряно-десантної операції з висадки німецьких парашутистів на острів Крит — наймасштабнішої висадки повітряного десанту в історії німецьких повітряно-десантних військ.
З лютого 1942 р. генерал А. Шлемм прикріплений до 8-го повітряного корпусу генерал-полковника Вольфрама фон Ріхтгофена, що бився на Східному фронті. Під проводом А. Шлемма з частин та підрозділів Люфтваффе було сформоване наземне угруповання військ, так зване нім. Luftwaffen-Gefechtsverbande, що діяло у взаємодії з XXXX-м і LVI танковими корпусами 4-ї армії генерала від інфантерії Г. Гейнріці.
З червня 1942 А. Шлемм призначений командиром 1-ї авіаційної дивізії з одночасним присвоєнням військового звання генерал-лейтенант. Дивізія Люфтваффе об'єднувала різнорідні наземні бойові групи зі складу військово-повітряних сил й дислокувалася у Дугіно.
У жовтні 1942 генерали призначають командиром 2-го авіапольового корпусу, що щойно сформований із польових частин Люфтваффе. Корпус під керівництвом А. Шлемма бився на Східному фронті, а згодом в Італії. У радянсько-німецькій війні, корпус А. Шлемма уходив до 3-ї танкової армії генерал-полковника Г. Райнхардта в групі армій «Центр», складався з 4-х авіапольових дивізій й утримував оборонні рубежі від району південніше за місто Невель до річки Двіна на схід від Вітебську. У лютому-березні 1943 2-го авіапольового корпусу брав активну участь у проведенні антипартизанської операції «Кугельбліц» у районі Суражі поблизу Вітебська. У жовтні 1943 корпус вів запеклі бої з радянськими військами, що прорвали німецьку оборону та захопили Невель. Увесь авіапольовий корпус, зазнавши високих втрат, відступив на нові позиції західніше Городка.
У листопаді 1943 усі чотири польові дивізії корпусу були відведені з передової, передислоковані на Італійський театр війни та передані до складу 53-го та 9-го армійських корпусів Сухопутних військ Вермахту. 1 січня 1944 штаб авіапольового корпусу був трансформований у 1-й парашутний корпус на чолі з генералом авіації А. Шлеммом. До складу сформованого об'єднання увійшло близько 24 000 військовиків різнорідних частин та підрозділів, переважно зі складу резерву, що перебували в районі Риму. Спочатку цей корпус перекинули на рубіж річки Гарільяно на посилення оборонних позицій лінії Густава або Зимової лінії оборони Вермахту, що простягалися від Адріатичного моря через Апеннінську гірську систему до Тірренського моря. Однак, дуже скоро парашутний корпус передислокували на боротьбу з морським десантом союзників поблизу Анціо. Прихапцем кинуті у бій проти англо-американців, німецькі десантники генерала А. Шлемма три доби протистояли спробам противника розширити зону плацдарму та вирватися на оперативний простір. Незабаром на допомогу десантному корпусу підійшли моторизовані війська 14-ї армії генерал-полковника Е.фон Маккензена. Об'єднання А. Шлемма билося біля Анціо ще довгих три місяці, а його командир за успішне керівництво військами був удостоєний Лицарського хреста та відзначений у Вермахтберіхті.
Після прориву союзниками німецької оборони в районі Монте-Кассіно та на плацдармі Анціо, I-й парашутний корпус А. Шлемма вів ар'єргардні бої й відступав крізь центральну Італію на північ до наступної лінії оборони — Готичної. У серпні 1944 німці перейшли до позиційної оборони цього фортифікаційного рубежу поблизу Арно у північних Апеннінах. 17 листопада 1944 Альфред Шлемм передав командування корпусом генерал-лейтенанту Р.Гайдріху
Наприкінці 1944 року, генерала парашутних військ А. Шлемма призначають на посаду командира 3-го парашутного корпусу, однак, це формування так й не було сформоване, а генерала перепризначили командувачем 1-ї парашутної армії, де він змінив на посаді генерал-полковника К.Штудента. 1-ша парашутна армія вела оборонні бойові дії на Західному фронті проти 1-ї канадської армії в лісах Рейхсвальду та на території окупованих Нідерландів. До складу армії А. Шлемма входили різношерсті підрозділи та частини, але під його вмілим керівництвом, ця армія успішно протистояла спробам канадців прорвати рубежі Західного Валу. Оперативно реагуючи на атаки союзних військ маневреними та бойовими групами, А. Шлемму вдавалося тривалий час утримувати визначені позиції.
Однак, навесні 1945 союзні війська 1-ї канадської та 9-ї американської армій генерал-лейтенанта В.Сімпсона врешті-решт спільними та взаємоузгодженими діями спромоглися стиснути німців на невеличкому плацдармі на західному березі Рейну поблизу Везеля. 10 березня 1945 року ар'єргардні підрозділи 1-ї парашутної армії відступили з майданчику, що утримували, знищивши міст за собою. На протилежному березі Рейну А. Шлемм готувався до відбиття спроби союзників форсувати річку. Через 11 днів він був поранений на своєму командному пункті у Реклінгхаузені під час авіанальоту союзної авіації й замінений генералом від інфантерії Г.Блюментріттом. Пораненого перемістили до шпиталю у Вестерланді.
При перебуванні на лікуванні, у травні 1945 генерал А. Шлемм був полонений британськими військами і в жовтні 1947 р. був розміщений у таборі для німецьких військовополонених у Гамбурзі.
Після звільнення з полону 22 березня 1948 року Альфред Шлемм залишився мешкати у Західній Німеччині. 24 січня 1986 р. він помер в Альтені поблизу Ганноверу в Нижній Саксонії.

## Нагороди

### Перша світова війна
- Залізний хрест 2-го і 1-го класу
- Королівський орден дому Гогенцоллернів, лицарський хрест із мечами (15 жовтня 1918)
- Нагрудний знак «За поранення» в чорному

### Міжвоєнний період
- Почесний хрест ветерана війни з мечами
- Медаль «За вислугу років у Вермахті» 4-го, 3-го, 2-го і 1-го класу (25 років)
- Нагрудний знак спостерігача
- Знак парашутиста Німеччини

### Друга світова війна
- Застібка до Залізного хреста
  - 2-го класу (10 серпня 1940 р.)
  - 1-го класу (22 червня 1941 р.)
- Нагрудний знак люфтваффе «За наземний бій»
- Нарукавна стрічка «Крит»
- Нагрудний знак «За поранення» в сріблі
- Німецький хрест в золоті (4 серпня 1942 р.)
- Відзначений у Вермахтберіхт (29 травня 1944 р.)
- Лицарський хрест Залізного хреста (11 червня 1944 р.)